# Font pública de Ciutadilla
La Font pública de Ciutadilla és una font pública de Ciutadilla (Urgell) inclosa a l'Inventari del Patrimoni Arquitectònic de Catalunya.

## Descripció
És una font pública on dues esteles discoïdals són adossades a un dels murs d'una plaça i al bell mig del seu cos discoïdal es disposen les aixetes de sortida d'aigua. Una d'aquestes esteles té un lleuger relleu d'una creu de Malta i en l'altra estela hi ha marcat l'escut quadrilong propi del segle xvii, de variant de punxa amb l'interior treballat blasonat amb l'estel de vuit puntes que s'associa a la nissaga dels Castre. Entre les barres de l'estel hi ha intercalats amb quatre cireres de la nissaga dels Saciera. Té una bordura simple. La tècnica d'entallament es baix relleu pla al cap de la cara principal.